# Fernando Grillo Rubiano
Fernando Antonio Grillo Rubiano (Bogotá) es un abogado colombiano egresado de la Universidad de los Andes. Actualmente se desempeña como Director del Departamento Administrativo de Desarrollo e Innovación Institucional de la Alcaldía de Santiago de Cali. 

## Estudios
Fernando Antonio Grillo Rubiano es abogado de la Universidad de Los Andes con especializaciones en Derecho Constitucional en el Centro de Estudios Constitucionales y Ciencia política de Madrid (España) y Derecho de Familia en la Universidad Externado de Colombia.

## Cargos públicos
Fernando Grillo fue Ministro Plenipotenciario de la Embajada de Colombia en Ghana (África occidental) entre 2013 y 2016; consejero de la embajada de Colombia en Suiza entre 2009 y 2013 y profesor de la facultad de derecho de la Universidad de los Andes.
Así mismo, trabajó como Jefe de la Oficina de Asesoría Jurídica de la Empresa de Acueducto y Alcantarillado de Bogotá; Director Jurídico del Instituto de Desarrollo Urbano (IDU) y asesor de la Secretaría General de la Alcaldía Mayor de Bogotá.
En octubre de 2018 fue nombrado Director del Departamento Administrativo de la Función Pública por el presidente Iván Duque Márquez, cargo que desempeñaría hasta el 9 de marzo de 2021, cuando el presidente de la República le nombró como Embajador de Colombia ante el Estado Neerlandés. Anteriormente, durante los gobiernos de Uribe, ya se había desempeñado como Director del DAFP.